# Iglesia de Nuestra Señora de la Asunción (Erustes)
La iglesia de Nuestra Señora de la Asunción es un templo católico de la localidad española de Erustes, en la provincia de Toledo. Del edificio, levantado en el siglo XV en estilo mudéjar, destacan su esbelta torre y los ricos artesonados que cubren las tres naves.
Por su belleza e interés, fue declarada Monumento Histórico-Artístico en 1975. Fue restaurada en los años 2010. En la actualidad tiene el estatus de Bien de Interés Cultural.

## Descripción
Las naves laterales se cubren con cubierta plana de pares a la vista y la central, de par y nudillo, es semiochavada, y hasta la mitad de la nave conservada decoraciones policromadas en las tallas de zapatas y tirantes. En el cabecero tres alfarjes cubren el presbiterio y las capillas.
La torre es muy representativa de la arquitectura mudéjar, de planta rectangular y cuatro cuerpos y está construida en aparejo toledano en los dos cuerpos inferiores, con hiladas de cantos de río y ladrillos de llaga muy ancha, siendo el resto de ladrillo. El cuarto cuerpo es el más ornado, con una franja ocupada por siete arquillos de herradura lobulados y ciegos sobre la línea de imposta.